# Bordeaux (farve)
 For alternative betydninger, se Bordeaux (flertydig). (Se også artikler, som begynder med Bordeaux)
Bordeaux er en farve. Det er en mørk rødviolet nuance, opkaldt efter vinen af samme navn, således bruges også farven vinrød (der kan favne lidt bredere). Farven Burgundy er en lille smule lysere.
I henhold til NCS farvesystem er farvens kode S4550-Y90R. Det er altså en blandningsfarve af sort og gul, hvoraf den gule farve skal indeholde 90% rød.
Kode i farvesystemer:
| System                                         | Kode              |
| ---------------------------------------------- | ----------------- |
| CMYK (cyan, magenta, gul, sort)                | 0, 100, 100, 50   |
| NCS                                            | S4550-Y90R        |
| HTML-farvenavn                                 | Maroon            |
| RGB hexadecimalt RGB decimalt (rød, grøn, blå) | #800000 128, 0, 0 |